# Sokolniki Wielkie
Sokolniki Wielkie – wieś w Polsce położona w województwie wielkopolskim, w powiecie szamotulskim, w gminie Kaźmierz.
Wieś szlachecka Sokolniki Wielkie położona była w 1580 roku w powiecie poznańskim województwa poznańskiego. W latach 1975–1998 miejscowość administracyjnie należała do województwa poznańskiego.
We wsi istnieje kościół pw. Urszuli Ledóchowskiej, filia parafii w Kaźmierzu.